# Atoconeura
Atoconeura is een geslacht van libellen (Odonata) uit de familie van de korenbouten (Libellulidae).

## Soorten
Atoconeura omvat 6 soorten:
- Atoconeura aethiopica Kimmins, 1958
- Atoconeura biordinata Karsch, 1899
- Atoconeura eudoxia (Kirby, 1909)
- Atoconeura kenya Longfield, 1953
- Atoconeura luxata Dijkstra, 2006
- Atoconeura pseudeudoxia Longfield, 1953